# Mezőgyán
Mezőgyán è un comune dell'Ungheria di 1 291 abitanti (dati 2001) . È situato nella contea di Békés.